# Wearside League
Wearside League er en fodboldliga i Nordengland for semiprofessionelle hold og amatørhold. Ligaen blev grundlagt i 1892 og består af én division med 22 hold. Ligaen dækker et væsentligt større geografisk område end blot Wearside; i sæsonen 2011–12 deltog hold fra så langt sydpå som North Yorkshire og så langt vestpå som Cumbria.
Vinderen af Wearside League har ret til at ansøge om oprykning til Northern League Division Two. Hvis vinderen ikke ansøger om oprykning, går denne ret videre til holdet, der endte på andenpladsen. Holdene, der slutter på sidste- og næstsidstepladsen i ligaen, skal melde sig ud af ligaen. Holdene kan imidlertid genoptages ved afstemning på ligaens årsmøde, hvor klubberne i givet fald vil konkurrere med hold fra lavere rangerende ligaer, der har ansøgt om oprykning til Wearside League, om de ledige pladser i ligaen.
Ligaen arrangerer også tre pokalturneringer: Monkwearmouth Charity Cup og Shipowners' Charity Cup har begge været spillet siden 1890'erne, mens Wearside League Challenge Cup først blev etableret i 1932.